# Зв'язок

Зв'язо́к — передача (транспортування) сигналів, інформації, даних на відстань за допомогою засобів зв'язку, технічних, комунікаційних систем, галузь економіки.
Зв'язо́к — передача та прийом сигналів (повідомлень) за допомогою технічних засобів електрозв'язку.
- Поштовий зв'язок — передача листів, листівок, преси, бандеролей, посилок за допомогою спеціалізованого транспорту; приймання, обробка, перевезення (транспортування) та доставка (вручення) поштових відправлень, виконання доручень користувачів щодо поштових переказів, банківських операцій.[1]
- Поштовий зв'язок — це галузь народного господарства, завданням якої є: прийом, опрацювання, передача та доставка поштових відправлень.
- Телекомунікації, Електрозв'язок — зв'язок за допомогою електричних сигналів.

## Засоби зв'язку
Зазвичай люди спілкуються між собою безпосередньо, але інколи виникає необхідність повідомити якусь інформацію людині, яка недосяжна. Це здійснюється за допомогою засобів зв'язку.
Засоби зв'язку́ — технічне обладнання, яке використовують для організації зв'язку.
Найпростіший засіб зв'язку можна змайструвати власноруч за допомогою: сірникової коробки, сірника та нитки. А знаючи азбуку Морзе можна обмежитись ниткою.
До засобів зв'язку відносяться:
- Телефон
- Домофон
- Телеграф
- Факс
- Телекс
- Модем
- Гучномовець
- Прожектор на морі
- Радіостанція
- Релейна станція
- Переносна радіостанція
- Мобільний телефон
- Інтернет

## Знаки й сигнали
Люди розробили оригінальні способи передавання повідомлення. Можна перемовлятися між собою за допомогою сигналів та знаків. У деяких племен північно-американських індіанців поширений спосіб передачі інформації за допомогою берегових сигналів. Африканські племена використовують для цієї мети бій барабанів. Різні системи сигналів застосовують і зараз: на військових суднах сигнали передають за допомогою прапорців (їх називають семафорами), а водій автотранспорту керується дорожніми знаками та сигналами світлофора.
Знак (рос. знак, англ. sign, mark, нім. Zeichen n, Merkmal n) — матеріальний, чуттєво сприйманий об'єкт, який виступає в процесах пізнання та спілкування в ролі замінника (представника) іншого предмета, явища, дії або події, і який використовують для одержання, зберігання, перетворення та передачі інформації.
Знак сприймається як носій певного смислу, значення, інформації. Знаки поділяють на природні та штучні. Загальні властивості знакових систем вивчає семіотика.
Знаки мають подвійну природу. З одного боку, він є матеріальним (тобто має план вираження), з іншого — він є носієм нематеріального смислу (план змісту).
Сукупність знаків утворює знакову систему.
Американський вчений Чарльз Пірс вважав, що знак або копіює об'єкт (іконічний знак), або на нього вказує (індексальний знак), або його символізує, перебуваючи з ним в умовному зв'язку (знак-символ). Відповідно до цього ним була створена класифікація знаків за трьома групами:
- Іконічні знаки — дія яких заснована на фактичній подібності до означуваного об'єкта (план вираження схожий на план змісту), тобто знак копіює об'єкт (портрет, фотографія, географічна карта, зліпки, відбитки, сліди тощо).
- Індексальні знаки(індекси, знаки-прикмети) — дія яких заснована на реальній суміжності знака та означуваного об'єкта (план змісту частково або побічно пов'язаний із планом вираження). Прикладами таких знаків є дорожні знаки (наприклад, зображення двох ліній, що звужуються, сигналізує про звуження дороги попереду), дим є прикметою вогню, тремтіння — прикмета страху або холоду тощо
- Знаки-символи(умовні, конвенціональні знаки) — дія яких заснована на умовному, встановленому «за домовленістю» зв'язку між знаком та означуваним об'єктом (план вираження не має нічого спільного с планом змісту). Це більшість слів будь-якої мови (слово «стіл» не схоже на самий стіл, на відміну від зображення стола), жести тощо.

Основні властивості знаку:
- властивість інформативності — знак повинен нести смислову інформацію про означуваний об'єкт;
- властивість перцептивності — знак повинен бути доступним для сприйняття адресатом.

Сигна́л — матеріальний носій інформації, що містить у собі або несе інформацію, кодовану у певний спосіб. Інше визначення, сигнал — це будь-яка фізична величина (наприклад, температура, тиск повітря, інтенсивність світла, сила струму тощо), що змінюється з часом. Саме завдяки цій зміні сигнал може нести в собі якусь інформацію.
Термін найбільш широко вживають у галузях науки й техніки, пов'язаних з обробкою й передачею інформації, в кібернетиці, електроніці, радіотехніці, техніці зв'язку й ін.
Класифікація сигналів:
1. За фізичною природою носія інформації:
- електричні,
- електромагнітні,
- оптичні,
- акустичні та ін.;

2. За способом задання сигналу:
- регулярні (детерміновані), задані аналітичною функцією;
- нерегулярні (випадкові), які приймають довільні значення в будь-який момент часу. Для опису таких сигналів використовують засоби теорії ймовірності;

3. Залежно від функції, що описує параметри сигналу, виділяють аналогові, дискретні, квантовані та цифрові сигнали.:
- неперервні (аналогові), що описуються неперервною функцією;
- дискретні, що описуються функцією відліків, взятих в певні моменти часу;
- квантовані за рівнем;
- дискретні сигнали, квантовані за рівнем (цифрові),
- модульовані сигнали.

## Поштовий зв'язок
Одним з найперших, найдешевших та найнадійніших способів передачі повідомлень була поштова служба. Вперше поштові марки було введено в обіг у Великій Британії в 1840 році. У наш час листи сортуються автоматично, а потім відправляються адресатові автотранспортом, авіатранспортом, залізницею чи водним транспортом.
Поштовий зв'язок є дуже поширеним, простим і зручним. Він діє вже з давніх часів і існує до сьогодення. Спочатку він існував з самого початку на рівні передачі людиною голосових повідомлень, потім людиною, або точніше гінцем передавався лист. А в сьогоднішні часи цей зв'язок має систематизовану форму у вигляді спеціалізованої служби.
Крім простого листування існують такі види зв'язку пошти як телеграма, телеграф, телетайп та телекс.
Зв'язок через листи зарекомендував себе дуже добре, оскільки є надійним і мало залежить від погодних умов та не залежить від техніки. Можна казати, що це дуже надійно, якщо не враховувати неуважність працівників пошти, які іноді можуть загубити листи.
Листи та телеграми доставлялись людьми, тому до недоліків можна віднести людські фактори. До переваг перед іншими видами зв'язку можна віднести надійність та дешевизну. До якихось інших непрямих факторів можна віднести ту саму неоперативність, яка з іншого боку дає час поміркувати особам, що листуються.
Телеграма швидший та надійніший вид зв'язку, оскільки лист передається особисто в руки з розписом особи, що приймає повідомлення. Крім того телеграма доставляється швидше за рахунок того, що вона передається не транспортом, а електронними засобами зв'язку. І ще до одного переваги можна віднести те, що листи доставляються у місця, які не мають будь-яких інших засобів зв'язку. Тобто, лист доставляється туди, куди може дістатися поштар, а людина може дістатися багато куди.

## Дротовий зв'язок
Дротовий зв'язок з'явився пізніше ніж пошта. З'явився він з появою вчень про електрику. Цей зв'язок оперативніший ніж пошта і передає він інформацію вже у вигляді голосових повідомлень.
Дротовий зв'язок існує у вигляді телефонії та факсимільного зв'язку.
Телефон — зручний і дуже поширений вид зв'язку. Телефон мало залежить від погодних умов, тому передача інформації може здійснюватись в будь-який момент. До недоліків можна віднести низьку якість зв'язку на великих відстанях, але з появою цифрових технологій це питання було вирішено, і зараз про якісний зв'язок можна говорити навіть якщо він здійснюється на великих відстанях.
Факсимільний зв'язок — це передача графічних даних або копії документів з великою швидкістю на великі відстані.

## Радіозв'язок
Велика кількість експертів у області телекомунікацій сходиться на думці, що майбутнє зв'язку належить безпроводовим технологіям.
Радіозв'язок може бути різним. І різниться він по частотах, на яких він передається. Безпрецедентне зростання ринку бездротових технологій і бурхлива його інтеграція з традиційними дротовими системами останні 10 років тільки підтверджує цю думку.
Попри те, що остання третину 20 сторіччя освячена бурхливим розвитком усіх видів інформаційних технологій, можна з великою долею впевненості казати про декількох «китів», які визначають майбутнє телекомунікаційної індустрії — цифровізацію технологій і щільну інтеграцію традиційних дротових систем зв'язку з безпроводовими методами передачі інформації, а також бурхливий розвиток чисто бездротових технологій у області зв'язку. Найяскравішим прикладом є розвиток такого масового явища, як мережі стільникового зв'язку, в яких бездротові технології органічно з'єднуються з традиційною дротовою телефонією. Великий час зростання безпроводових технологій стримувався рядом факторів: відносно невисокою пропускною здатністю и слабкою перешкодозахищеністю радіоканалів, обмеженістю доступного радіочастотного спектру, високими взаємними електромагнітними впливами бездротових систем, розташованих на обмеженій території і працюючих поблизу на близьких частотах. Звісно, це не означає, що бездротові технології взагалі не використовували, але число їх використань було обмежене. Широким масам були доступні лише такі безпроводові технології як радіо і телебачення. Застосування безпроводових технологій в системах двостороннього обміну інформацією обмежувалось переважно радіорелейним зв'язком. Однак, вже існуючі технології безпроводових технологій настільки перевантажили доступний радіочастотний спектр, що здавалось малоймовірним використання засобів безпроводового зв'язку для масового доступу до комунікаційних мереж. Ще 20 років тому мало хто вірив в будь-який розвиток ринку бездротових технологій. 1979 року в Чикаго відбулись експерименти першого в світі стільникового зв'язку стандарту AMPS, який в 1983 році став основою побудови стільникових мереж в національному масштабі. Приблизно в той же час, а саме в 1981 році, в Європі була введена в експлуатацію перша міжнародна мережа стільникового зв'язку стандарту NMT, призначена для Данії, Фінляндії, Швеції і Норвегії. Але мало хто з гігантів телекомунікаційної індустрії зрозумів тоді, що ось вона — революція, яка переверне весь ринок безпроводових телекомунікацій.

## Зв'язок без ліцензій
До цього виду зв'язку належить доступний для всіх громадян радіозв'язок на коротких хвилях у діапазоні 27 МГц, який здійснюється через портативні Сі-Бі-радіостанції. Головною перевагою цього зв'язку є те, що в цьому діапазоні радіозв'язком може скористатись будь-яка людина. В залежності від країни, в якій живе громадянин, це той чи інший набір радіоканалів, які використовували для місцевих комунікацій на невеликі відстані. Велика кількість людей у всьому світі використовує Сі-Бі радіо, знаходячись вдома, в офісі, на транспортних засобах або при пішому пересуванні. В США радіозв'язок в діапазоні Сі-Бі був дозволений для громадянського застосування в 1957 році. Відтоді минуло багато років, з'явились нові системи зв'язку, в тому числі стільникова і супутникова, але інтерес до СіБі і досі не вщухає і число користувачів СіБі обчислюється мільйонами. Це пояснюється тим, що вартість СіБі у багато разів менше ніж стільникова та супутникова. Крім того СіБі оперативно виконує передачу необхідної інформації. У Москві на 3-каналі працює позивним «Петровка» служба «Крик» (кримінальний радіоінформаційний канал). Зв'язавшись з «Петрівкою» у будь-який час доби, можна викликати міліцію, швидку допомогу і будь-яку іншу екстрену службу. Крім того можна попросити диспетчера аби він зателефонував за вказаним номером і передав необхідну інформацію. Крім того є канали служби порятунку і служба допомоги автомобілістам.
У цьому діапазоні є певні правила. За одним з них, завжди треба бути тактовним і не заважати радіозв'язку, якщо у цей час канал зайнятий іншим користувачем. Справа в тому, що частота 27 МГц не належить нікому і всі мають рівні права. Тому в зв'язку з цим існують спеціальні служби, які займаються контролем за ефіром.

## Транкінговий радіозв'язок
Системи транкінгового радізв'язку призначені для забезпечення голосового зв'язку між великою кількістю рухомих абонентів при обмеженій кількості радіоканалів.
Іншими словами, принцип транкінгового радіозв'язку полягає у вільному доступі абонентів до декількох радіоканалів. При цьому конкретна лінія зв'язку надається абоненту автоматично по певному протоколу. В нинішній час існує декілька транкінгових протоколів, які розроблювались фірмами-виробниками радіоустаткування. Всі ці протоколи закриті для широкого використання і не є стандартними. Тому абонентське устаткування фірм-виробників не сумісних одне з іншим, і у цьому є великий недолік таких систем.
При участі фірми Моторола був розроблений відкритий протокол для транкінгових систем з аналоговою передачею голосу стандарту МРТ1327, який був прийнятий в багатьох регіонах світу, випускається ведучими виробниками радіостанцій. Зокрема, широко застосовуються радіостанції фірми Моторола типу GP600/GM600, GP1200/GM1200.
Особливістю стандарту МРТ1327 є наявність виділеного каналу управління, по якому з швидкістю 1200 б/с передаються сигнали керування. Всі інші радіоканали, утворені базовими станціями, призначені для голосового зв'язку абонентів і передачі даних. Іншими властивостями систем зв'язку на основі МРТ1327 є автоматичний пошук і реєстрація абонентів з перевіркою серійних номерів радіостанцій, автоматичне звільнення каналу при відсутності передачі. А також розстановка всіх поступаючих викликів по пріоритетам. Виклики з низьким рівнем пріоритету стають у чергу на обслуговування. Таким чином в будь-якому випадку кожен абонент отримує можливість доступу до мережі.

## Телеграф
Телеграф (др.-греч. Τῆλε — «далеко» + γρᾰφω — «пишу») в сучасному значенні — засіб передачі сигналу по дротах або іншими каналами електрозв'язку.

### Примітивні види зв'язку
З незапам'ятних часів людство користувалося різними примітивними видами сигналізації та зв'язку в цілях надшвидкої передачі важливої інформації в тих випадках, коли з ряду причин традиційні види поштових повідомлень не могли бути використані.
Вогні, запалювані на піднесених ділянках місцевості, або ж дим від багать повинні були сповістити про наближення ворогів чи про прийдешнє стихійне лихо. Цей спосіб досі використовують ті, хто заблукав у тайзі або туристи, котрі відчувають стихійне лихо. Деякі племена і народи використовували для цих цілей певні комбінації звукових сигналів від ударних (наприклад тамтами та ін. барабани) і духових (мисливський ріг) музичних інструментів, інші навчилися передавати певні повідомлення, маніпулюючи відбитим сонячним світлом за допомогою системи дзеркал. В останньому випадку система зв'язку отримала найменування «геліограф», який є примітивним світловим телеграфом.

### Електричний телеграф
Одна з перших спроб створити засіб зв'язку з використанням електрики сягає другої половини XVIII століття, коли Лесаж в 1774 році побудував в Женеві електростатичний телеграф. 1798 року іспанський винахідник Франциско де Сальва створив власну конструкцію електростатичного телеграфу. Пізніше, в 1809 році німецький вчений Самуїл Томас Земмерінг побудував і випробував електрохімічний телеграф.
Перший електромагнітний телеграф створив російський вчений Павло Львович Шиллінг в 1832 році. Публічна демонстрація роботи апарату відбулася на квартирі Шиллінга 21 жовтня 1832. Павло Шиллінг також розробив оригінальний код, в якому кожній букві алфавіту відповідала певна комбінація символів, яка могла виявлятися чорними і білими гуртками на телеграфному апараті. Згодом електромагнітний телеграф був побудований у Німеччині — Карлом Гауссом і Вільгельмом Вебером (1833), у Великій Британії — Куком і Вітстоном (1837), а в США електромагнітний телеграф запатентований С. Морзе в 1837 році. Телеграфні апарати Шіллінга, Гаусса-Вебера, Кука-Уїтстона відносяться до електро-магнітних апаратів стрілового типу, в той час як апарат Морзе був електро-механічним. Великою заслугою Морзе є винахід телеграфного коду, де літери алфавіту були представлені комбінацією коротких і довгих сигналів — «точок» і «тире» (код Морзе). Комерційна експлуатація електричного телеграфу вперше була почата в Лондоні в 1837 році. У Росії роботи П. Л. Шиллінга продовжив Б. С. Якобі, який побудував в 1839 році пишучий телеграфний апарат, а пізніше, в 1850 році, — літеродрукуючий телеграфний апарат.
У 1858 р. був встановлений трансатлантична телеграфний зв'язок. Потім був прокладений кабель в Африку, що дозволило в 1870 році встановити прямий телеграфний зв'язок Лондон — Бомбей (через релейну станцію в Єгипті і на Мальті).

### Оптичний телеграф
У 1792 році у Франції Клод Шаппа створив систему передачі інформації за допомогою світлового сигналу, яка отримала назву «Оптичний телеграф». У найпростішому вигляді це була ланцюг типових будівель, з розташованими на покрівлі жердинами з рухомими поперечиною, яка створювалася в межах видимості одне від іншого. Жердини з рухомими поперечками — семафори — управлялися за допомогою тросів спеціальними операторами зсередини будов. Шаппа створив спеціальну таблицю кодів, де кожній букві алфавіту відповідала певна фігура, утворена семафором, в залежності від положень поперечних брусів відносно опорного жердини. Система Шаппа дозволяла передавати повідомлення на швидкості два слова в хвилину і швидко розповсюдилася в Європі. У Швеції ланцюг станцій оптичного телеграфу діяла до 1880 року.

### Фототелеграф
У 1843 році шотландський фізик Олександр Бейн продемонстрував і запатентував власну конструкцію електричного телеграфу, яка дозволяла передавати зображення по проводах. Апарат Бейн вважається першою примітивної факс-машиною.
У 1855 році італійський винахідник Джованні Казеллі створив аналогічний пристрій, яке назвав Пантелеграф і запропонував його для комерційного використання. Апарати Казеллі деякий час використовували для передачі зображень за допомогою електричних сигналів на телеграфних лініях як у Франції, так і в Росії.
Апарат Казеллі передавав зображення тексту, креслення або малюнка, намальованого на свинцевій фользі спеціальним ізолюючим лаком. Контактний штифт ковзав по цій сукупності переміжних ділянок з великою і малою електропровідністю, «прочитуючи» елементи зображення. Передаваний електричний сигнал записувався на приймальній стороні електрохімічним способом на зволоженому папері, просоченої розчином залізосиньородистого калію (феррицианида калію). Апарати Казеллі використовували на лініях зв'язку Москва-Петербург (1866—1868), Париж-Марсель і Ліон.
Самі ж досконалі з фототелеграфних апаратів виробляли зчитування зображення порядково фотоелементом і світловим плямою, яке оббігає всю площу оригінала. Світловий потік, в залежності від відбивної здатності ділянки оригінала, впливав на фотоелемент і перетворювався ним в електричний сигнал. По лінії зв'язку цей сигнал передавався на приймальний апарат, в якому модулює по інтенсивності світловий промінь, синхронно і синфазно оббігає поверхню аркуша фотопаперу. Після прояви фотопаперу на ній виходило зображення, що є копією переданого — фототелеграма.
Починаючи з 1950-х років фототелеграф використовують для передачі не тільки фототелеграм. Йому знаходять застосування в картографії, а також передають газетні шпальти. В цей же час розвинулися інші методи запису зображення на приймальній стороні, крім фотографічного, а як канал зв'язку почали використовувати не тільки телеграфні, але й телефонні лінії та радіозв'язок. Тому раніше вживали термін «фототелеграфний зв'язок» за рекомендацією Міжнародного консультативного комітету з телефонії і телеграфії (МККТТ), який 1953 року  замінили на загальніший — «Факсимільний зв'язок».

### Безпровідний телеграф
7 травня 1895 російський вчений Олександр Степанович Попов на засіданні Російського фізико-хімічного товариства продемонстрував прилад, названий їм «грозоотметчик», який був призначений для реєстрації радіохвиль, що генеруються грозовим фронтом. Цей прилад вважається першим у світі радіоприймальним пристроєм, придатним для реалізації бездротового телеграфу. 1897 року за допомогою апаратів бездротової телеграфії Попов здійснив прийом і передачу повідомлень між берегом і військовим судном. 1899 року Попов сконструював покращений варіант приймача електромагнітних хвиль, де прийом сигналів — кодом Морзе — здійснювався на головні телефони оператора — радиста. 1900 року завдяки радіостанціям, побудованим на острові Гогланд і на російській військово-морській базі в Котці під керівництвом Попова, були успішно здійснені аварійно-рятувальні роботи на борту військового корабля «Генерал-адмірал Апраксин», що сіло на мілину біля острова Гогланд. В результаті обміну радіотелеграфні повідомлення екіпажу російського криголама «Єрмак» була своєчасно і точно передана інформація про фінських рибалок, що знаходяться на відірваній крижині у Фінській затоці.
За кордоном технічна думка в області бездротової телеграфії також не стояла на місці. 1896 року у Великій Британії італієць Гуліельмо Марконі подав патент «про поліпшення, вироблених в апараті бездротової телеграфії». Апарат, представлений Марконі, в загальних рисах повторював конструкцію Попова, багаторазово до того часу описану в європейських науково-популярних журналах. 1901 року Марконі домігся стійкої передачі сигналу бездротового телеграфу (букви S) через Атлантику.

### Телеграф в XXI столітті
В наші дні можливості обміну повідомленнями по мережі Telex збережена завдяки електронній пошті. В Україні телеграфний зв'язок існує й понині, телеграфні повідомлення передаються і приймаються за допомогою спеціальних пристроїв — телеграфних модемів, поєднаних у вузлах електричного зв'язку з персональними комп'ютерами операторів. Тим не менше в деяких країнах національні оператори визнали телеграф застарілим видом зв'язку і згорнули всі операції по відправленню та доставці телеграм — телеграм в традиційному значенні цього терміна. В Нідерландах телеграфний зв'язок припинив роботу в 2004 році. У січні 2006 року найстаріший американський національний оператор Western Union оголосив про повне припинення обслуговування населення по відправці і доставці телеграфних повідомлень. В той же час в Канаді, Бельгії, Німеччини, Швеції, Японії деякі компанії все ще підтримують сервіс по відправленню й доставці традиційних телеграфних повідомлень.

## Електрозв'язок
Відкриття електрики дозволило знайти новий засіб, що забезпечує доставку повідомлень на значні відстані спочатку за допомогою фізичних (дротових), а потім і бездротових ліній зв'язку. Розвиток теорії електрики і магнетизму в XIX столітті призвело до появи спочатку дротового (телефонного та телеграфного), а потім і бездротового зв'язку, що створило технологічну базу для всіх засобів масової інформації - радіомовлення, телебачення, Інтернет, мобільний зв'язок, які на початку XX століття активно увійшли в повсякденне життя. Потреби в передачі великих обсягів інформації на значні відстані привели до активних досліджень, як в області умов розповсюдження електромагнітних хвиль, так і методів обробки сигналів, що забезпечують високу пропускну здатність каналів зв'язку при необхідної достовірності в прийнятої інформації. Результатом досліджень стала поява окремих родів зв'язку: дротового, радіо, радіорелейного, тропосферного, супутникового, які, доповнюючи один одного, сприяють підвищенню якості життя населення в плані обміну інформацією.
Всього за півтора століття, починаючи з моменту винаходу телеграфу і до наших днів, людство освоїло такі телекомунікаційні засоби, які дозволили йому бути не тільки поінформованим, але і мобільним. Перелічимо основні фундаментальні віхи на цьому шляху: телеграф ( 1753 р.), ротаційна типографська машина ( 1847 р.), телефон ( 1870 р.), радіо ( 1895 р.), бездротовий телеграф ( 1922 р.), телебачення (1930 р.), Інтернет (1969 р.) і, нарешті, мобільний телефон (1973 р.).
Створення всієї сукупності матеріальних і політичних умов в області зв'язку призвели до вибуху в галузі інформації і перевороту в образі думок і дій людей. Тепер[коли?] люди, спілкуючись один з одним, за рахунок інтелектуальної мовної активності постачають ноополе, що є аналогом Інтернету, морфологічними мовними структурами, які керують життям на Землі. 
З винайденням телеграфу радіо- і телевізійний зв'язок став простішим і надійнішим. У наш час можна легко відправити послання на інший кінець світу, і воно дійде за лічені секунди за допомогою систем супутникового зв'язку чи комп'ютерної мережі. Завдяки всесвітній комп'ютерній мережі Інтернет комп'ютери всіх типів одержують доступ до інформаційних баз і можуть зв'язуватися безпосередньо один з одним. Телемости дозволяють людям, розділеним тисячами кілометрів, побачити один одного і поспілкуватися.

## Пошта на перекладних
У 1860 році поштова служба на перекладних конях була найшвидшою системою доставки кореспонденції у США. Відстань в 3164 кілометрів поштарі долали верхи менш як за 10 днів. А вершники, які доправляли пошту, їздили за будь-якої погоди, міняючи коней на поштових станціях, розташованих одна від одної за 16-20 кілометрів. Служба припинила своє існування у жовтні 1861 року. На той час почали широко використовувати телеграф і азбуку Морзе.

## Цікаві факти
1. Глухонімі спілкуються між собою за допомогою жестів, які творять особливу мову, де замість слів використовують цілі поняття.
2. Першу відому систему писемності винайшли шумери близько 3500 року до нашої ери.
3. Починаючи з 15 століття книгодрукування стало головним засобом передачі інформації в Європі.
4. Телефон, винайдений у 1876 році, дозволяє спілкуватися на великій відстані.
5. Супутникова антена приймає зображення і звук, надіслані з іншого кінця світу.